# Aston Tirrold
Aston Tirrold är en by och civil parish i South Oxfordshire-distriktet i Oxfordshire i England. Aston Tirrold ligger ca 6,5 km sydöst om Didcot, på den norra sidan av Berkshire Downs.
Rockbandet Traffic bodde i Aston Tirrold på 1960-talet. Tennisspelaren Tim Henman har också bott i byn.